# Грегорі Варшавчик
Григорій Ілліч Варшавчик (порт. Gregori I. Warchavchik; 2 квітня 1896, Одеса, Російська імперія — 1972, Сан-Паулу, Бразилія), відоміший як Грегорі Варшавчик — бразильський архітектор єврейського походження, один із найвідоміших архітекторів-модерністів Бразилії.

## Життєпис
Народився в Одесі у родині Іллі Варшавчика та Софії Підгаєць. Вивчав архітектуру в Одеському університеті.
З 1918 навчався в Римі, в Інституті образотворчих мистецтв, який закінчив улітку 1920.
У 1922 проектував кінотетатр «Савой» у Флоренції.
З 1923 жив у Бразилії.
У 1930 він і Лусіо Коста створили спільну архітектурну студію в Ріо-де-Жанейро, і одним із дизайнерів у студії у 1932-1936 був тоді ще молодий студент архітектора — Оскар Німейєр.

## Творчість

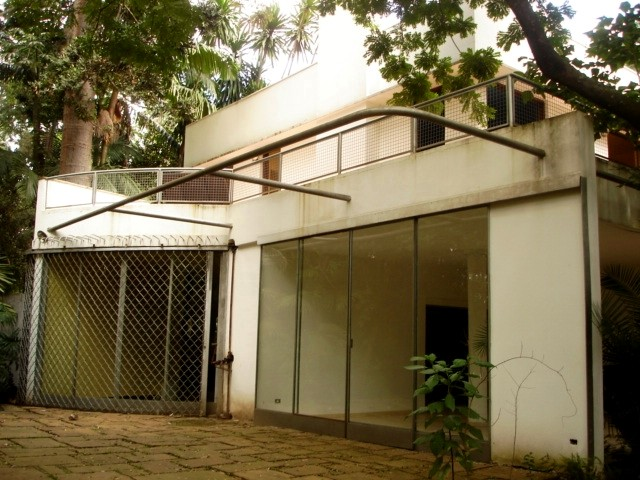
Casa Modernista

Серед архітектурних робіт Варшавчика - будинок Casa Modernista (вулиця Санта-Крус, Вілла Маріана, Сан-Паулу, 1928) , будинок в стилі модерн (вулиця Ітаполіс, Пакаембу, Сан-Паулу, 1930), будинок в стилі модерн в Ріо-де- Жанейро (1931), ресторан на пляжі Копакабана в Ріо-де-Жанейро (1932), житловий будинок на Аламейда-де-Барао Лімейра в Сан-Паулу.
Похований на єврейському цвинтарі Віла Маріана у Сан-Паулу.